# Disa aurata
Disa aurata là một loài thực vật có hoa trong họ Lan. Loài này được (Bolus) L.T.Parker & Koop. mô tả khoa học đầu tiên năm 1993.